# Peter Andrejco
Peter Andrejco (* 4. června 1966, Košice) je bývalý slovenský fotbalista.

## Fotbalová kariéra
V československé lize hrál za Lokomotivu Košice a Plastiku Nitra. V československé lize nastoupil ve 12 utkáních.

## Ligová bilance
| Ročník                                   | Zápasy | Góly | Minuty | Klub              |
| ---------------------------------------- | ------ | ---- | ------ | ----------------- |
| 1. československá fotbalová liga 1984/85 | 5      | 0    | 160    | Lokomotiva Košice |
| 1. československá fotbalová liga 1990/91 | 7      | 0    | 393    | Plastika Nitra    |
| LIGA CELKEM                              | 12     | 0    | 553    |                   |